# 彭利用
彭利用（?—?），南唐人，生平僅見於马令的《南唐书·彭利用传》，其人说话喜欢“掉书袋”，更自称彭书袋，即使是对家僕说话，也是滿口經史，賣弄淵博。這是掉書袋的典故來由。